# Communauté rurale de Koussan
La communauté rurale de Koussan est une communauté rurale du Sénégal située à l'est du pays.

## Description
Créée à la faveur du nouveau découpage territorial du 10 juillet 2008, la communauté rurale de Koussan constitue avec Boynguel Bamba, Sinthiou Mamadou Boubou et Dougué l’une des 4 CR de l’arrondissement de Boynguel Bamba, dans le département de Goudiry et la région de Tambacounda. Partie intégrante de la région historique du Boundou, la communauté rurale de Koussan est limitée :
- au Nord par la communauté rurale de Sinthiou Mamadou Boubou ;
- au Sud par la communauté rurale de Dougué ;
- à l’Est par la communauté rurale de Bélé ;
- à l’Ouest par celle de Boynguel Bamba.